# جی ای اس کیفی
جی ای اس کیفی (به انگلیسی: Qualitative GIS) سامانه اطلاعات جغرافیایی کیفی از دهه ۱۹۹۰ به عنوان پاسخی انتقاداتی مبنی بر معرفت‌شناسی پوزیتیویستی GIS کمی ظهور کرد. این رویکرد دموکراتیک در جهت مشارکت گروه‌های حاشیه نشین بومی-محلی در جغرافیا و برنامه‌ریزی محیطی صورت گرفت. نیل اسمیت (۱۹۹۲) از GIS کمی به‌عنوان فناوری میدان جنگ انتقاد کرد. ویلسون (۲۰۰۹)، ظهور GIS کیفی را نشانگر مشکلی در GIS سنتی و نقد و اصلاح GIS متداول را لازم دانسته‌است. روند تکامل جی‌آی-اس کیفی را از اواسط دهه ۱۹۹۰تا ۲۰۰۰ می‌توان در سه دوره تقسیم‌بندی کرد:
دوره نقد GIS کمی: نقد GIS به خاطر برخورداری از ریشه‌های معرفت‌شناسی پوزیتیویست.
1. مورد استفاده برای تکنیک‌های کمی.
2. نیازمند دانش فضایی غیر نقشه‌برداری.

۳-منحصربه‌فرد، غیر دموکراتیک، خلع قدرت.
دوره تعامل و بازخورد با GIS: استفاده از GIS به‌عنوان ابزار انتقاد و اصلاح جامعه.
1. جغرافیا فمینیست/ GIS و GIS انتقادی.
2. روش‌های ترکیبی در تحقیقات جغرافیایی.

۳-سؤالات مفهومی در مورد چگونگی تولید دانش.
دوره ظهور GIS کیفی: بهره‌گیری از شیوه‌هایGIS مبتنی بر جامعه (از پایین به بالا) جهت مشارکت عمومی.
1. ترویج و تولید دانش جغرافیایی مبتنی برداده باز.
2. انتقال اقدامات علمی و قدرت به سطح جامعه محلی.

۳-درنهایت، تشویق تغییرات اجتماعی مثبت.